# Ophiopogon hongjiangensis
Ophiopogon hongjiangensis är en sparrisväxtart som beskrevs av Y.Y.Qian. Ophiopogon hongjiangensis ingår i släktet Ophiopogon och familjen sparrisväxter. Inga underarter finns listade i Catalogue of Life.